# Mariä Geburt (Windheim)

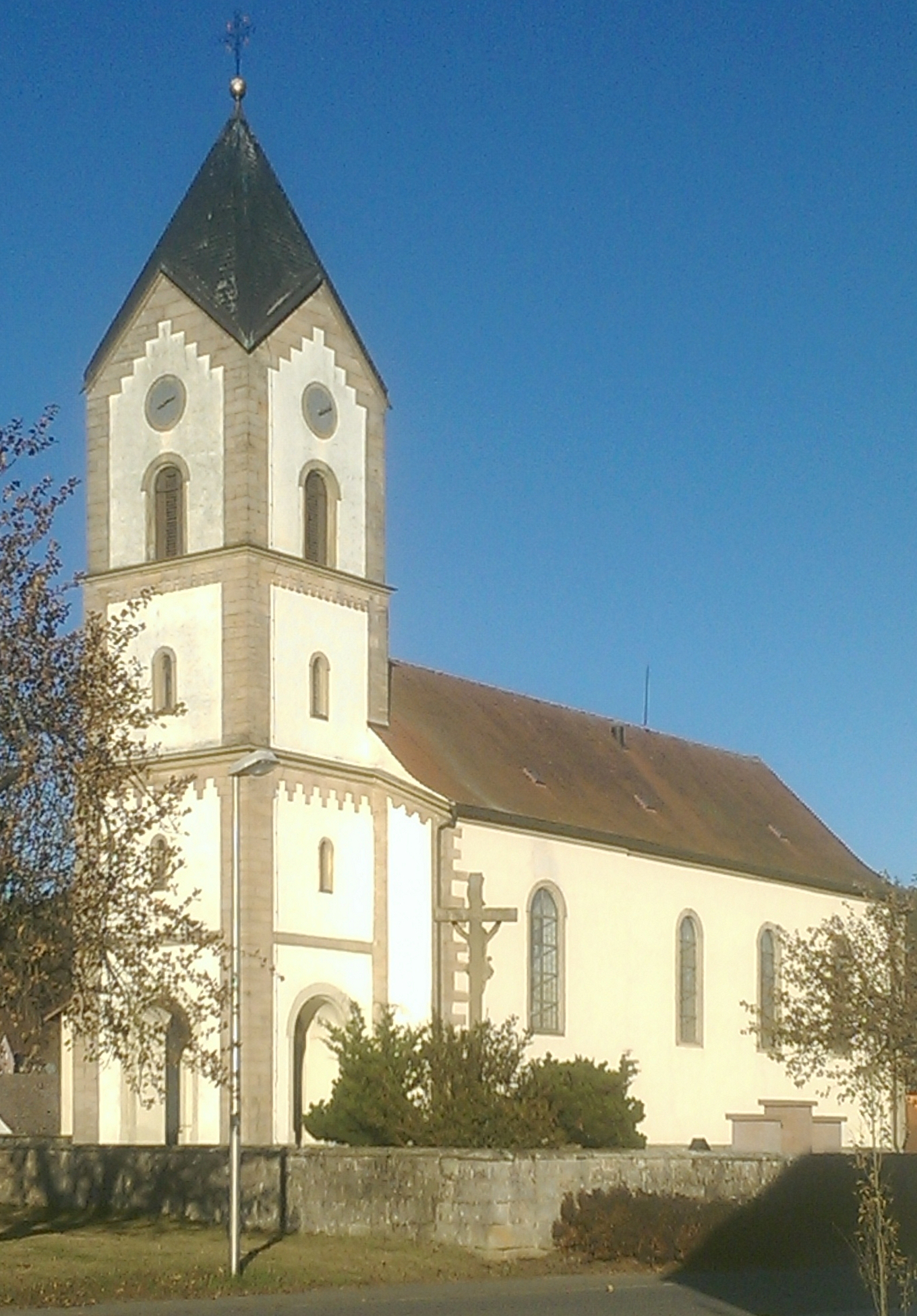
Wallfahrtskirche Mariä Geburt

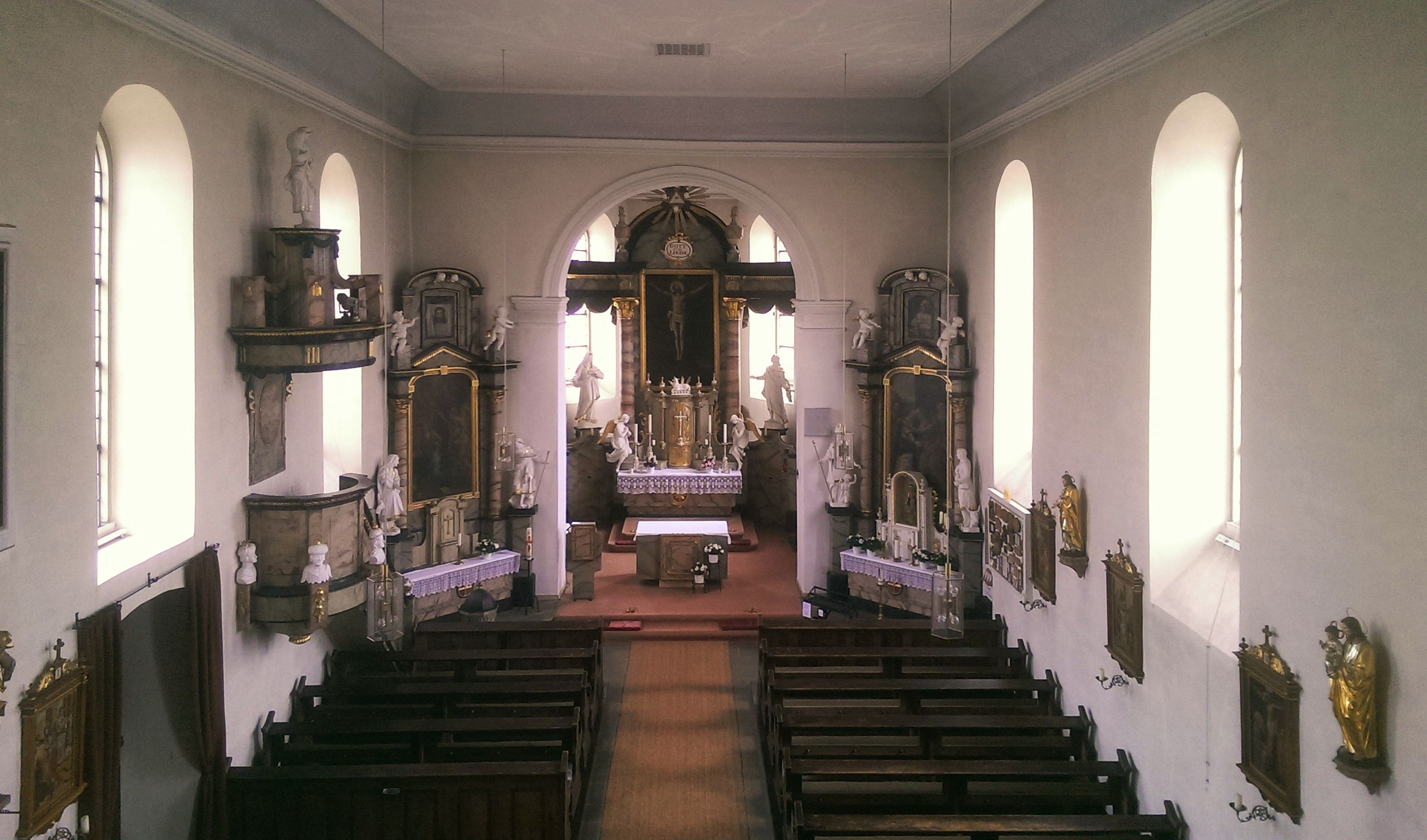
Blick von der Empore

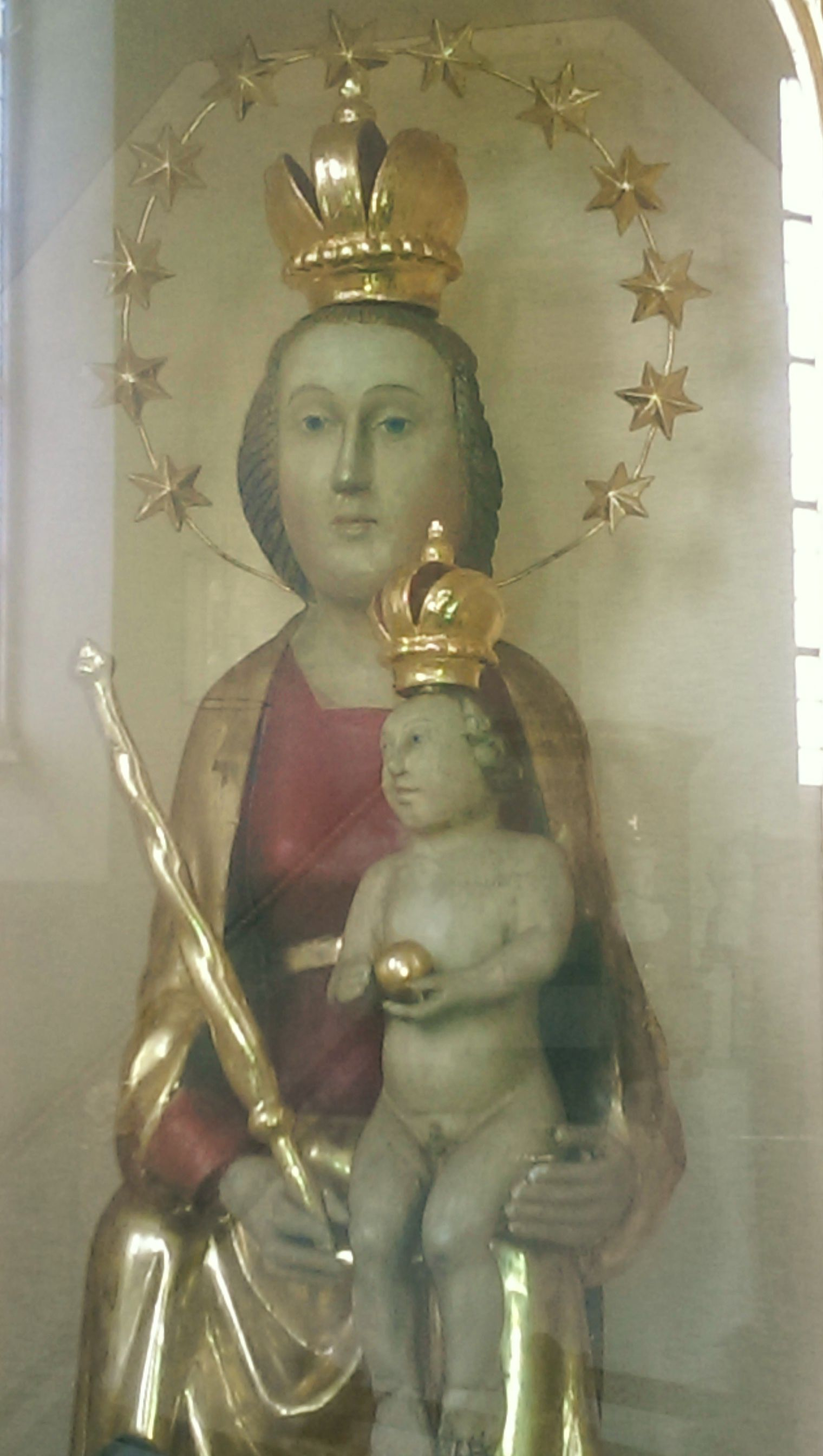
Gnadenbild „Unsere liebe Frau von Windheim“

Die römisch-katholische Kuratiekirche Mariä Geburt in Windheim, einem Stadtteil von Münnerstadt im unterfränkischen Landkreis Bad Kissingen gehört zu den Baudenkmälern in Münnerstadt und ist unter der Nummer D-6-72-135-239 in die Bayerische Denkmalliste eingetragen.

## Geschichte
Das erstmals 1243 als „Winden“ erwähnte und im Jahr 882 durch Bischof Arn von Würzburg gegründete Dorf Windheim stand von 1300 bis 1809 im Besitz der Deutschherren von Münnerstadt. Der heutige Kirchenbau entstand von 1820 bis 1843. Er ist mit seinen großzügigen Abmessungen einer von drei klassizistischen Kirchenbauten im Bistum Würzburg.
Die von 1885 bis 1968 selbstständige Lokalkaplanei (Kuratie) Windheim im Dekanat Münnerstadt gehört heute zur Kuratie Bad Bocklet im Dekanat Bad Kissingen.
Renovierungen erfolgten 1937, 1957 (außen), 1978/79 und zuletzt 1997/1999. Als Initiatoren der Erhaltung und Pflege der Kirchenanlage in den Jahren 1971 bis 2000 werden Pfarrer Anton Uhl sowie Kirchenpfleger und Träger des Bundesverdienstkreuzes am Bande Gregor Beck ausdrücklich erwähnt.
Seit 2002 gehört die Kirche zu den Stationen des Fränkischen Marienwegs.

## Wallfahrt
Die Marienwallfahrt geht wohl auf einen Bildstock mit dem heutigen Gnadenbild zurück, an dessen Stelle eine 1654 vollendete Kapelle errichtet wurde. Diese Jahreszahl mit einem Wappen ist im Kreuzgewölbe sichtbar. Eingeführt wurde die Wallfahrt durch den noch heute in Münnerstadt vertretenen Augustinerorden. Traditionelle Festtage waren Mariä Geburt (8. September), das Fest der sieben Schmerzen Mariens und der Freitag vor Palmsonntag.
Nach der Säkularisation des Deutschherren-Ordens 1809 ging die Wallfahrt zurück, erlebte jedoch in neuerer Zeit eine regionale Renaissance. So wurde die Kirche als eine von 50 Stationen in den „Fränkischen Marienweg“ aufgenommen.

## Ausstattung
Das Hochaltarbild von 1820 zeigt Christus am Kreuz, die beiden Seitenaltäre zeigen mit Mariä Heimsuchung und Mariä Verkündigung zwei Bilder, die einst zur Rokokoausstattung der Marienkapelle in Würzburg gehörten.
Zahlreiche Statuen, ein Kreuzweg und eine Kanzel (1825), teilweise unbekannter Herkunft, sowie zwei Beichtstühle von 1786 schmücken den Kirchenraum.
Das Gnadenbild „Unsere liebe Frau von Windheim“ stammt aus der Zeit von 1300 bis 1350. Es zeigt die thronende Madonna mit dem Jesuskind. In der Hand hält sie ein Zepter, zu ihren Füßen der Mond, eine Krone mit zwölf Sternen auf dem Haupt. Nach Diebstahl und Wiederbeschaffung im Jahr 1975 ist die Statue heute in einem Schrein auf dem rechten Seitenaltar zu sehen.

## Orgel

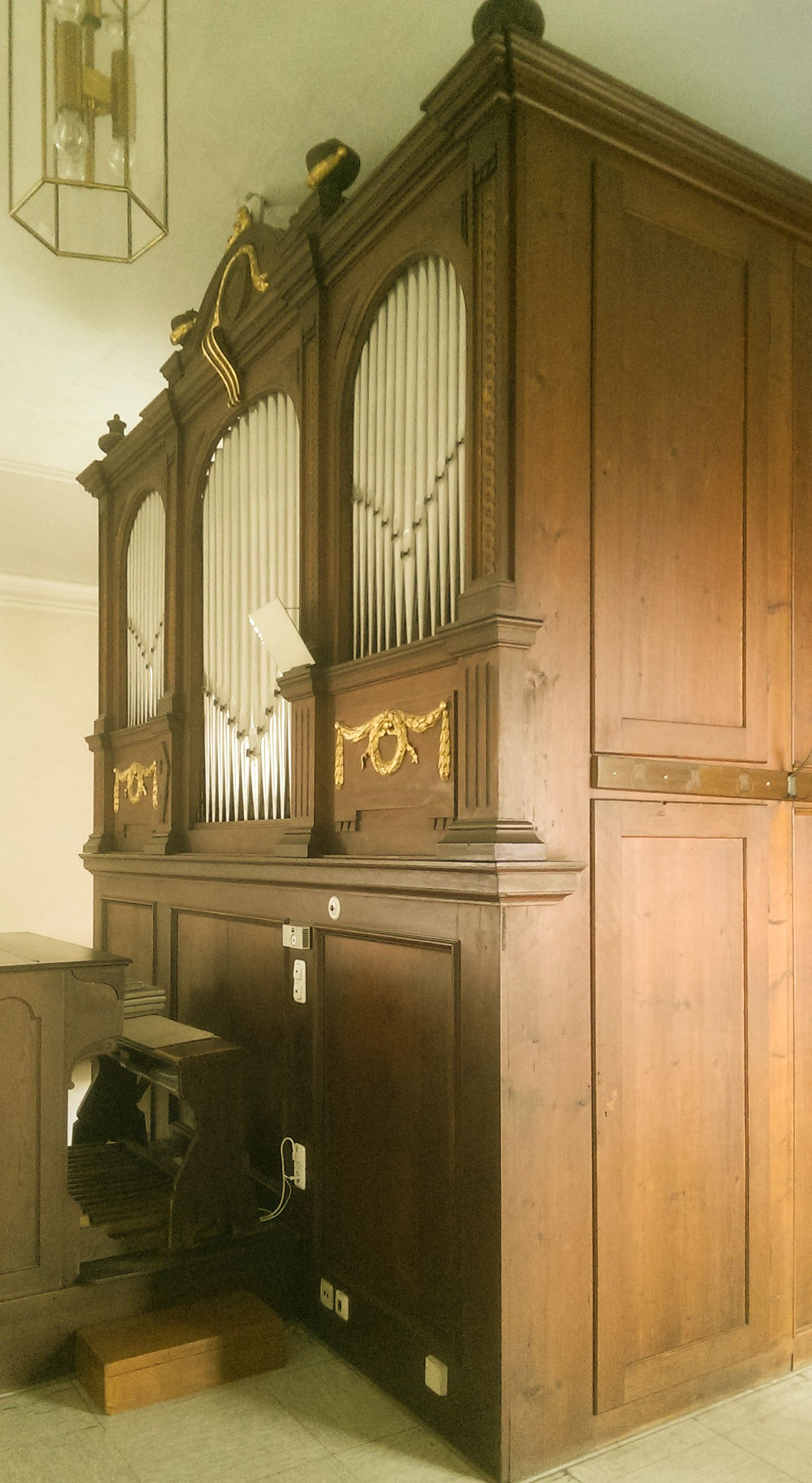
Schlimbach-Orgel

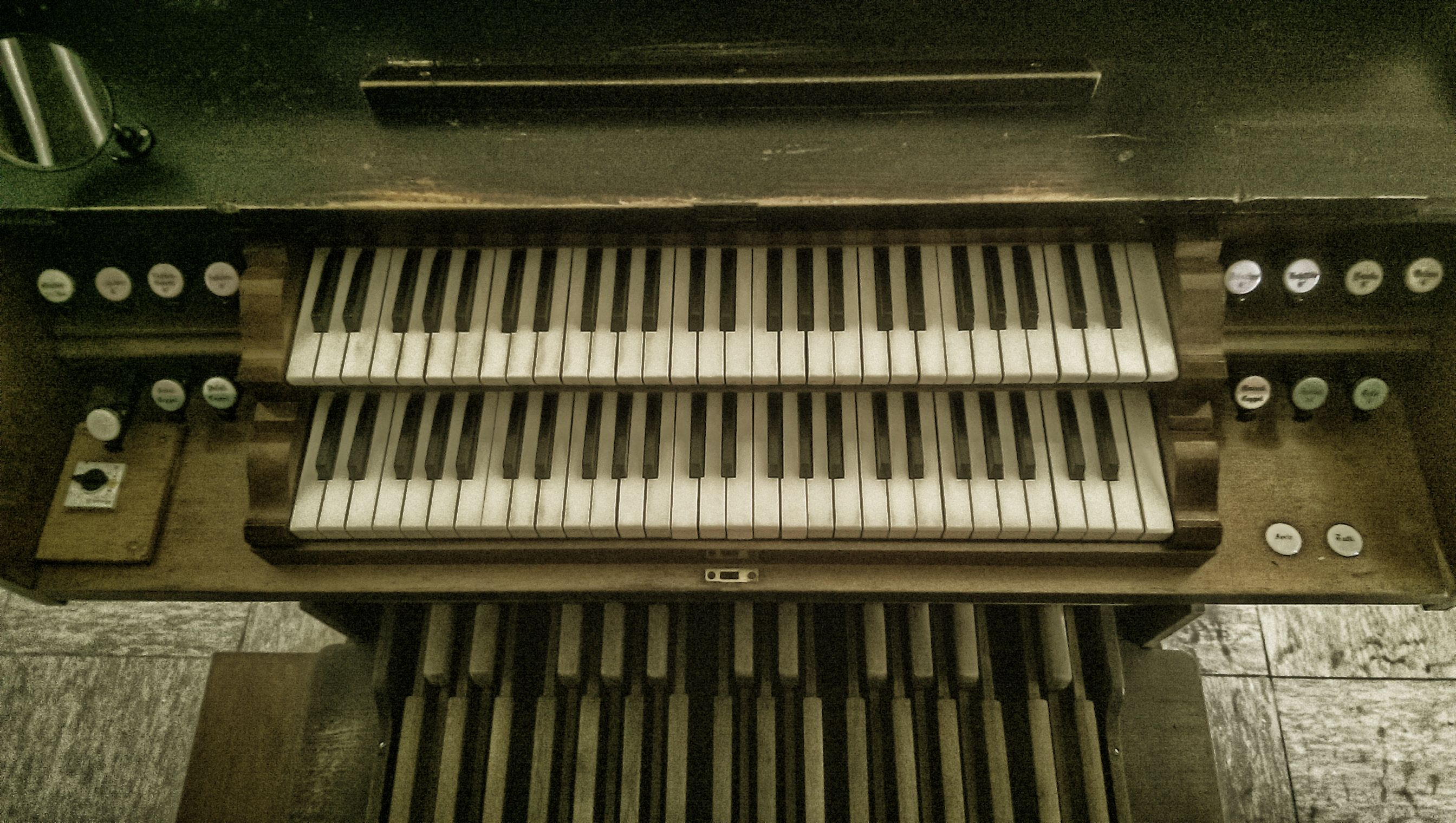
Spieltisch

Die erste Orgel von 1778 wurde 1902/03 zum Preis von 3900 Mark durch ein Instrument mit mechanischer Traktur von Martin (Josef) Schlimbach ersetzt. Sie ist heute eine der 32 Denkmal-Orgeln im Landkreis Bad Kissingen.
1991 erfolgte eine Überarbeitung und Renovierung, bei der wieder hochwertige Metallpfeifen eingebaut wurden. Die ursprünglichen Zinnpfeifen waren zu Kriegszwecken 1917 eingeschmolzen und durch minderwertige Zinkpfeifen ersetzt worden.

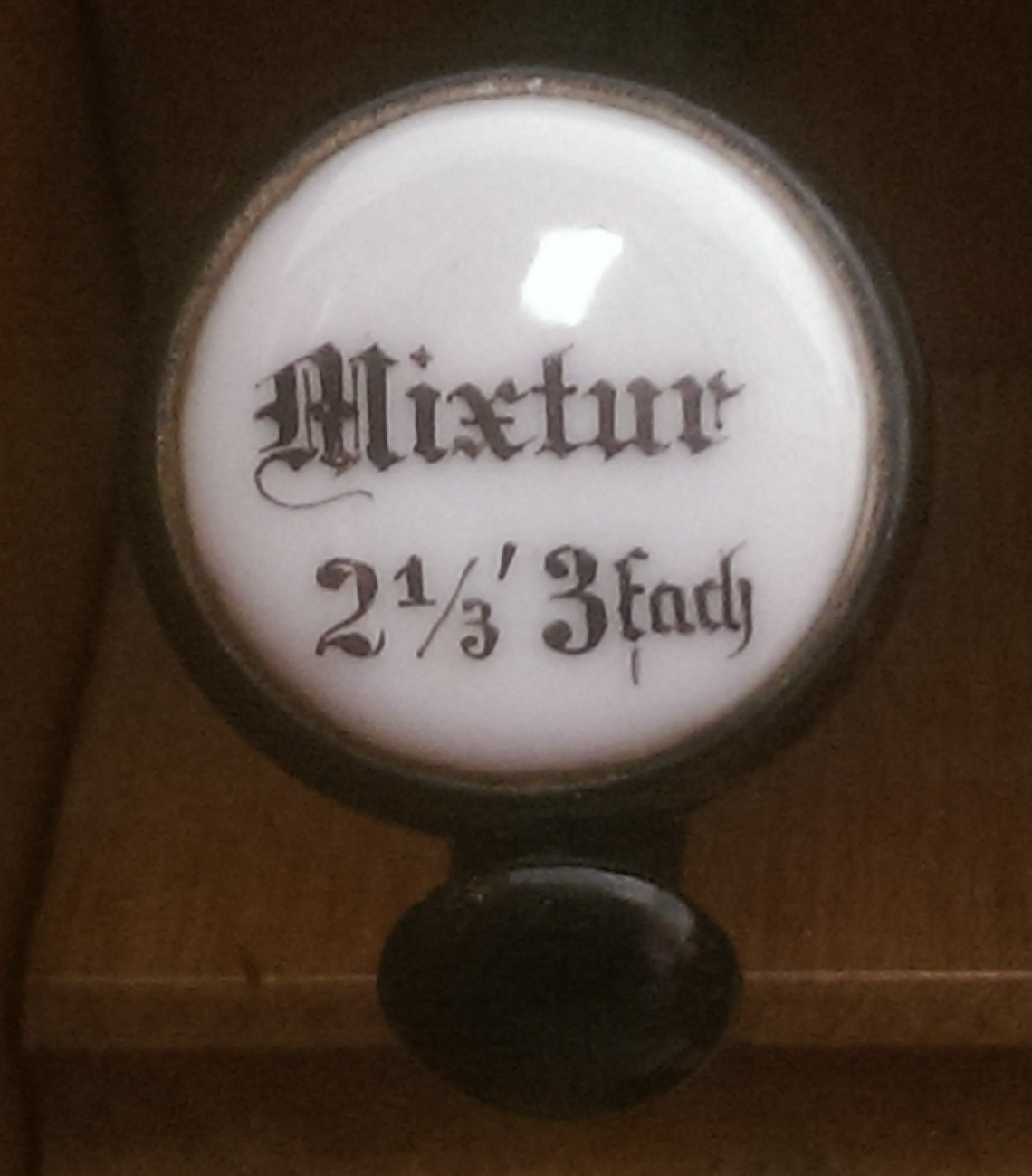
Fehlerhafte Beschriftung von 1903

Das Instrument verfügt über 10 klingende Register, die auf zwei Manuale und Pedal verteilt sind, und hat folgende Disposition:
| I Hauptwerk C–f3 |            |       |
| 1.               | Principal  | 8′    |
| 2.               | Hohlflöte  | 8′    |
| 3.               | Gamba      | 8′    |
| 4.               | Octave     | 4′    |
| 5.               | Mixtur III | 2 ⁄3′ |

| II Oberwerk C–f3 |                  |    |
| 6.               | Lieblich Gedeckt | 8′ |
| 7.               | Salicional       | 8′ |
| 8.               | Flöte-dolce      | 4′ |

| Pedal C–d1 |        |     |
| 9.         | Subbaß | 16′ |
| 10.        | Cello  | 8′  |

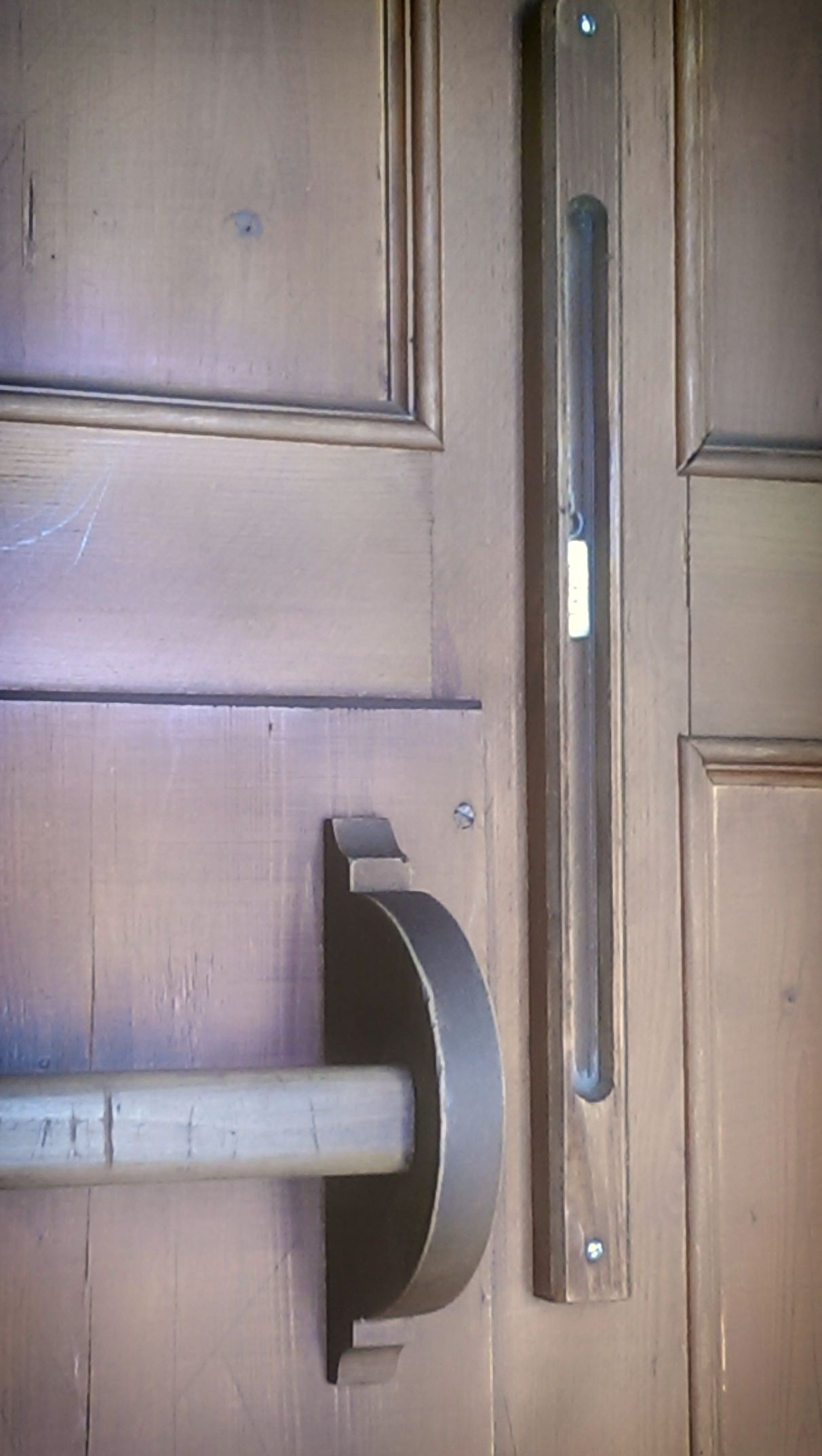
Füll-Anzeige

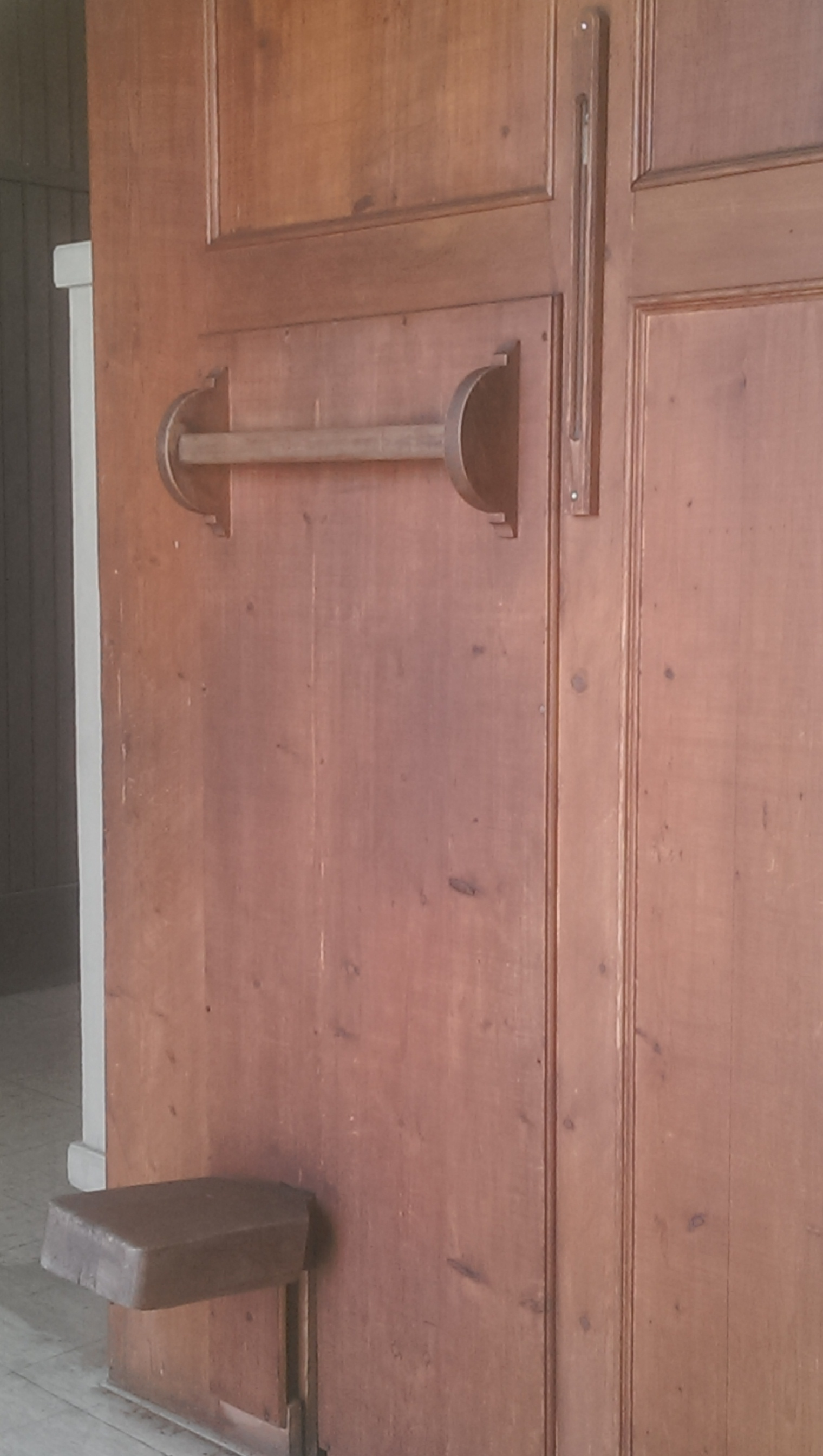
Tretanlage

- Koppeln: Manual-Coppel (II/I), Pedal-Coppel (I/P), Pedal-Coppel (II/P)
- Spielhilfen: Forte, Tutti (mit Fußrasten)

### Besonderheiten
- Das Register Mixtur III 2 2⁄3′  wurde von den Erbauern offensichtlich fehlerhaft mit Mixtur III 2 1⁄3′  beschriftet!
- Die Tretanlage für das Windwerk ist voll funktionsfähig erhalten. Mit drei bis vier Schöpftritten lässt sich das Tutti ca. 30 Sekunden lang spielen!

## Glocken
Die Kirche erhielt 1998 zur bestehenden Marienglocke zwei neue Bronzeglocken: die Dreifaltigkeits- und die Annaglocke. Die Töne lauten d’ — fis’ — a’.